# Gibbium psylloides
Gibbium psylloides, también conocido como escarabajo jorobado o escarabajo araña liso (este último que comparte con Gibbium aequinoctiale), es una especie de escarabajo araña del género Gibbium. 
Está distribuido por todo el mundo, pero solo aparece esporádicamente, a menudo en grandes cantidades. Se ha hecho especialmente conocido por su frecuente aparición masiva en edificios antiguos.
Es originaria del Paleártico, el sudeste asiático y el norte de África. Fue descrito y nombrado por primera vez por Paweł Czenpiński en 1778.

## Características

### Escarabajo
Su característica más llamativa es su forma esférica que les da su nombre. La longitud corporal de los adultos es de 1,9 a 3,4 milímetros. Los élitros son brillantes, lisos y de color entre marrón y rojo. Poseen antenas largas de once secciones y sus patas y la parte ventral son densamente peludas. Los lados de la cabeza, por debajo de los pequeños ojos, están estriados hasta el borde anterior del protórax. No pueden volar y viven aproximadamente un año, aunque los machos pueden vivir bastante más.

### Huevos
Los huevos son blancos y de forma ovalada y miden aproximadamente 0,6 × 0,5 milímetros. Tienen una superficie pegajosa. Son puestos en nidadas de hasta 200.

### Larvas
Las larvas son blancas y miden hasta 3,5 milímetros de largo. El tiempo total de desarrollo desde el huevo (puesta) hasta la larva (pupación) es de aproximadamente tres meses e incluye cuatro fases larvarias.

## Estilo de vida
Tanto las larvas como los escarabajos adultos se alimentan de restos de animales y vegetales (normalmente secos) y de frutos (especialmente cereales), pero también de textiles, lana e insectos muertos y secos. Aunque toleran bien la sequía, pero prefieren los lugares húmedos. Se encuentran principalmente en edificios antiguos, con elementos de constructivos oscuros, húmedos y cerrados; así como en antiguos almacenes, panaderías, pilas de compost, nidos de pájaros y similares.
Son particularmente comunes en casas antiguas con techos de vigas de madera y rellenos de cavidades. Puede producirse un mayor movimiento migratorio, especialmente después de renovaciones o renovaciones de espacios habitables. En muchos lugares, los escarabajos no son bienvenidos por las personas y su presencia en grandes cantidades puede afectar la calidad de vida.

## Potencial dañino
Los controladores de plagas consideran al escarabajo jorobado como una plaga tanto higiénica como material. Su aparición en grandes cantidades puede provocar graves deterioros en la calidad de vida. También los alimentos se ven atacados y contaminados por sus residuos, y su actividad de construcción de nidos puede causar daños que afectan a materiales cercanos como telas y papel. Su control y eliminación se considera extremadamente difícil.

## Galería de imágenes

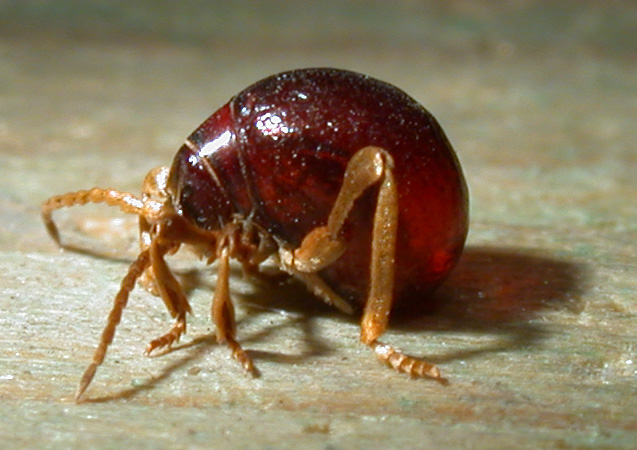
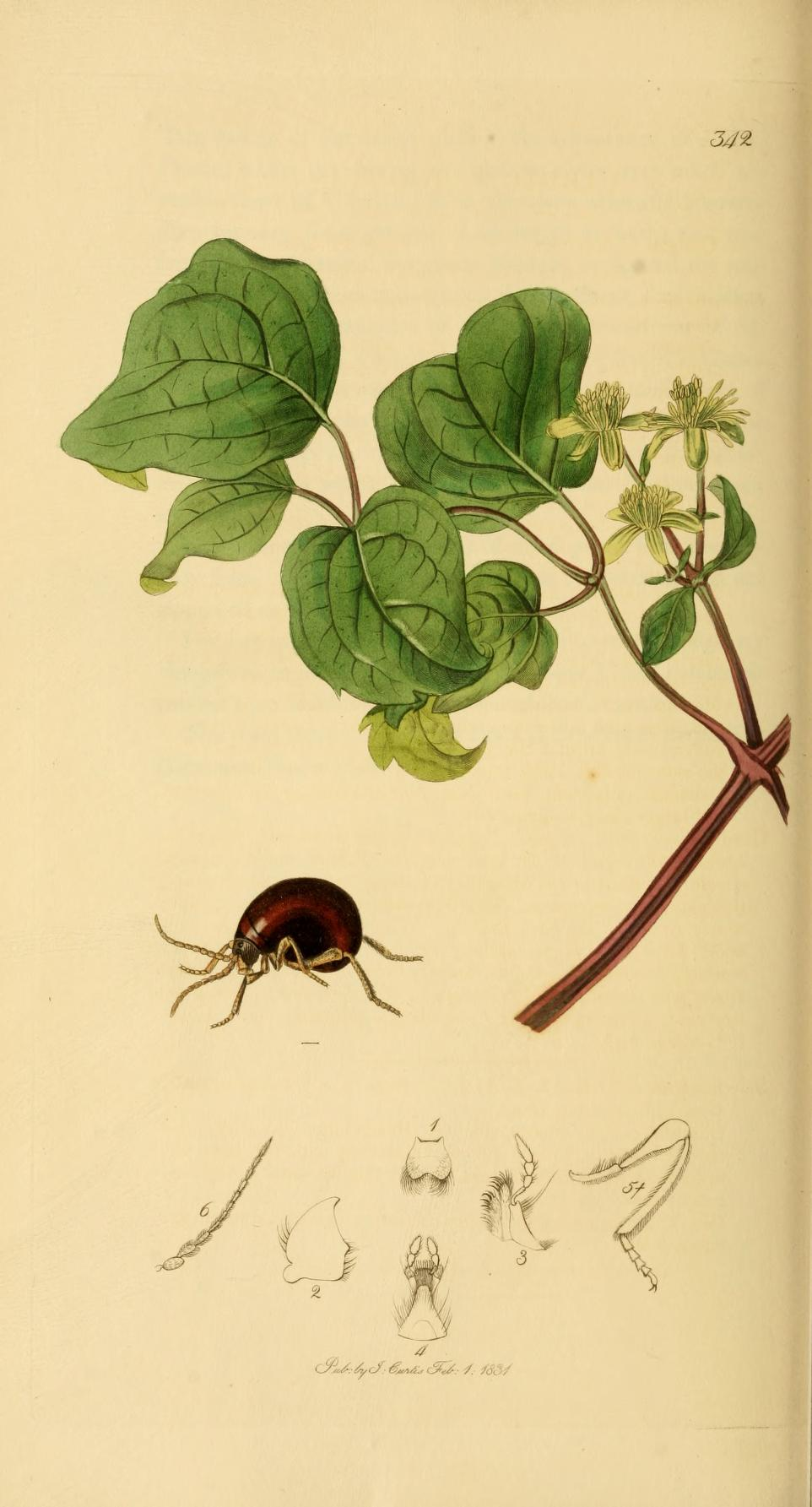
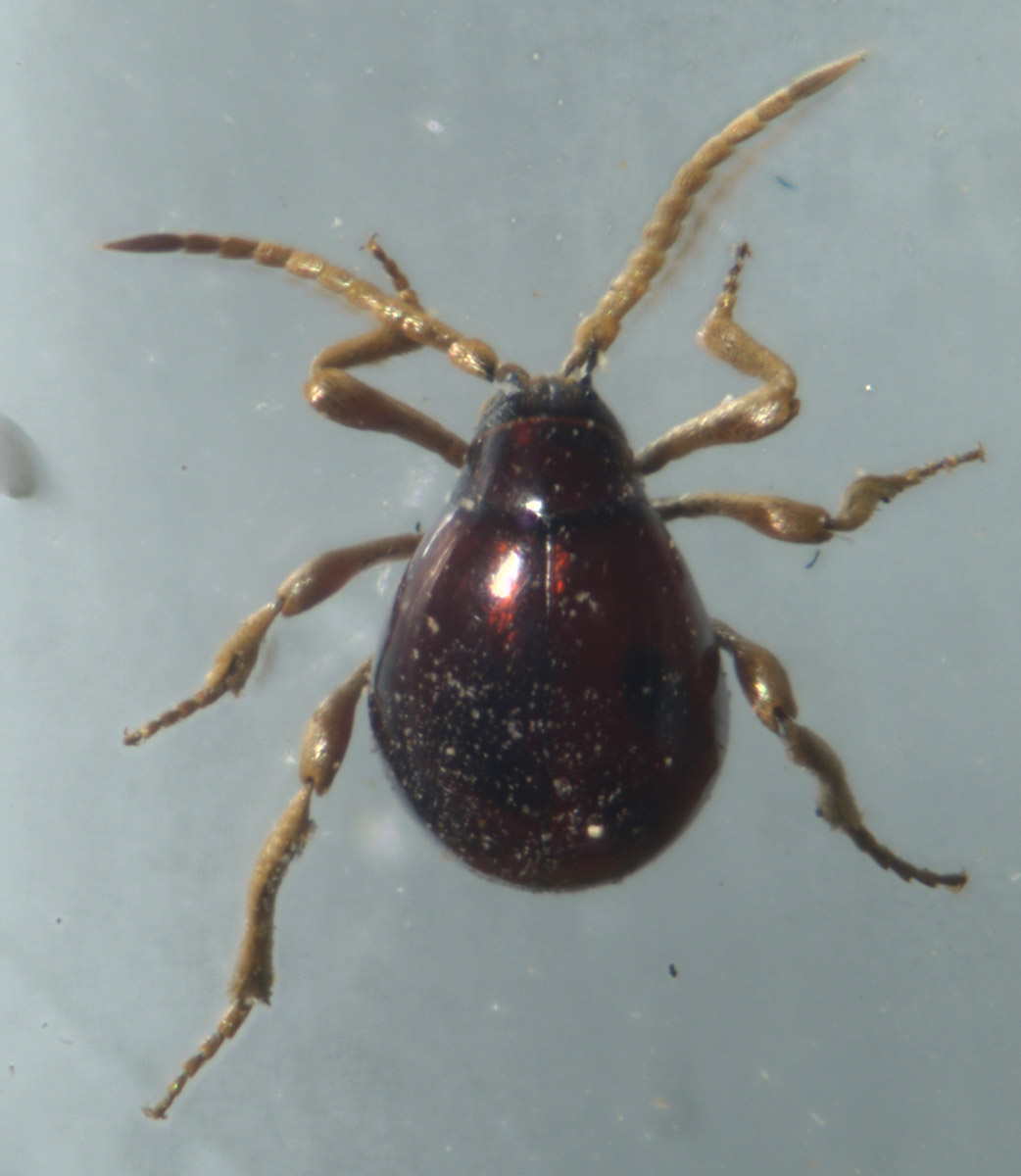
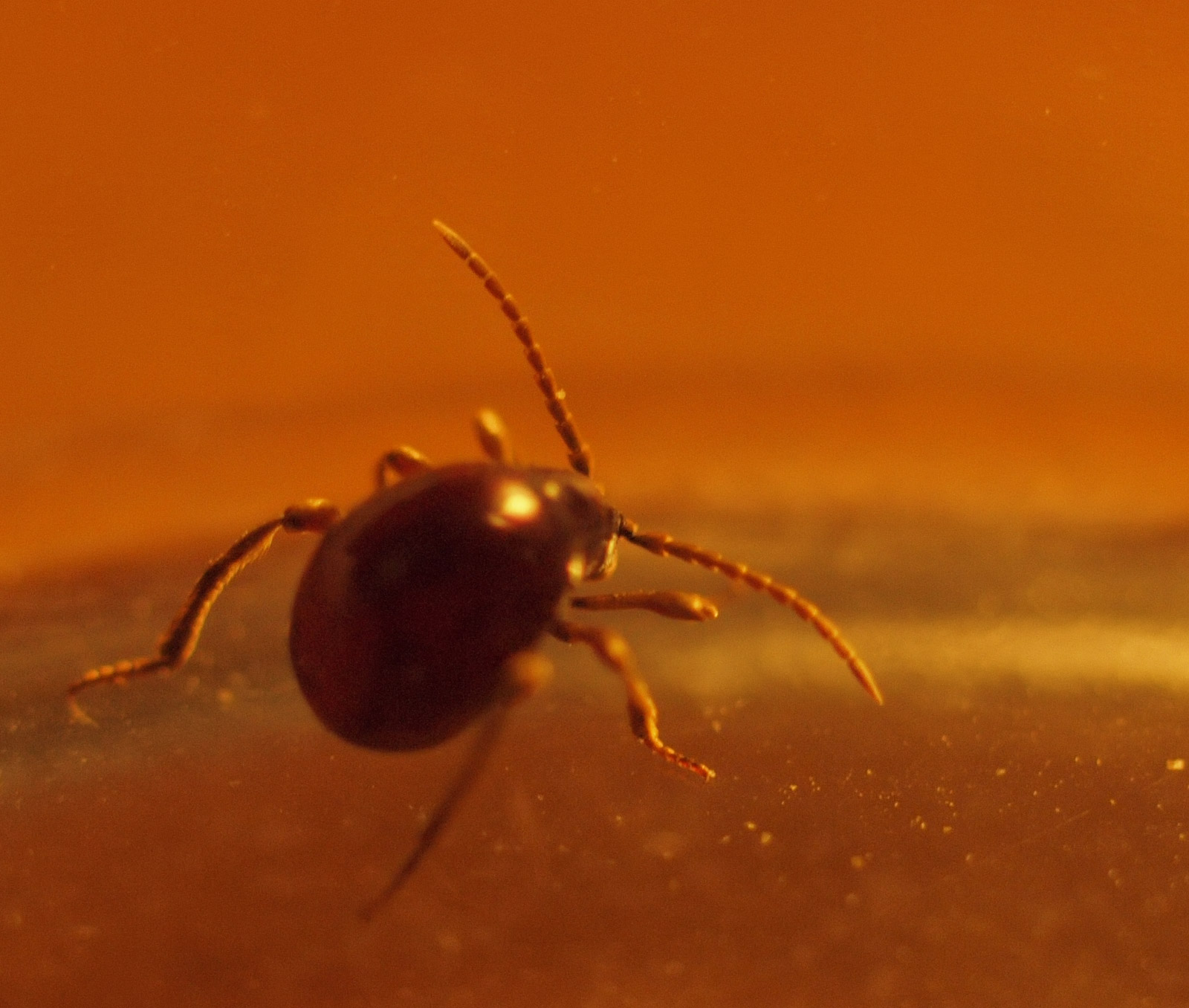
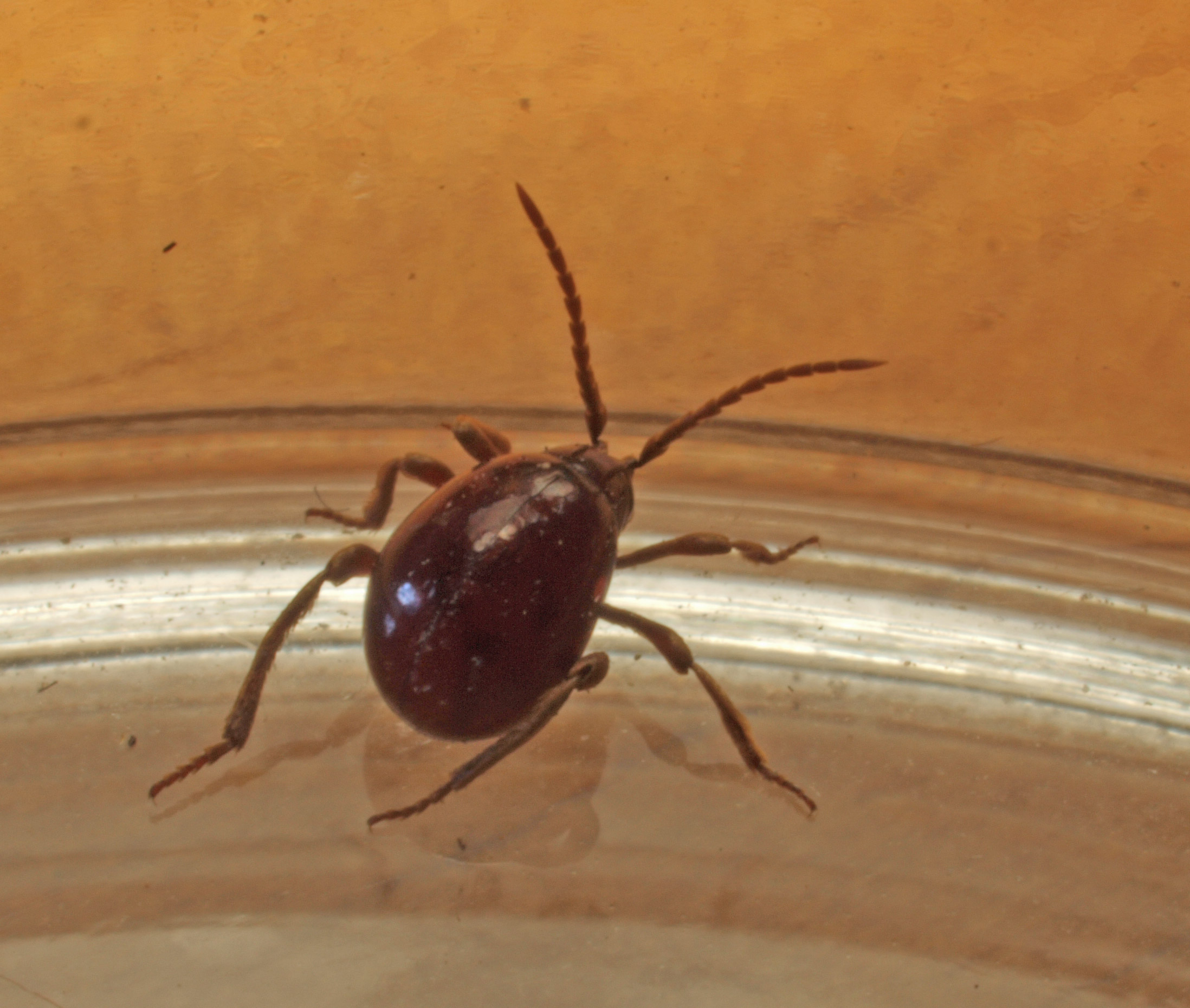
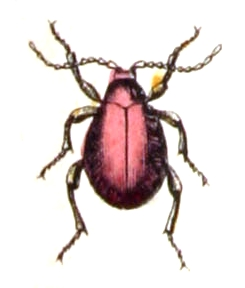